# Кайсберг
Кайсберг (нем. Kaisberg) — возвышенность на южном берегу водохранилища Харкортзее, находящаяся в районе Форхалле (de:Vorhalle) города Хаген (федеральная земля Северный Рейн — Вестфалия).

Кайсберг возник в каменноугольный период. Максимальная высота — 185 м над уровнем моря.
В 9 году на холме разбивал лагерь римский полководец Варус, а в 775 году при осаде саксонской крепости Хоэнзибург (de:Hohensyburg) — Карл Великий.

В 1876 году во время строительства железнодорожной ветки Хаген-Дайрингхаузен (de:Bahnstrecke Hagen–Dieringhausen) рабочие обнаружили на Кайсберге три меча бронзового века и погребальные урны. Сейчас эти находки хранятся в музее доисторической и ранней истории, расположенном в находящемся рядом с Кайсбергом замке Вердринген.

В 1869 году на вершине Кайсберга была построена мемориальная башня барона фом Штейна.